# Carl Hermann Conrad Burmeister
Aquest autor és citat en taxonomia animal amb el nom «Burmeister».
Carl Hermann Conrad Burmeister (Stralsund, 15 de gener del 1807 – Buenos Aires, 2 de maig del 1892) fou un zoòleg i entomòleg alemany.
Burmeister fou professor de Zoologia a la Universitat Martí Luter de Halle-Wittenberg des del 1837 fins al 1861. Dugué a terme una expedició al Brasil entre el 1850 i el 1852 i a l'Argentina des del 1857 fins al 1860. Va tornar a Alemanya amb diverses col·leccions zoològiques. El 1861 es mudà definitivament a l'Argentina, on fundà un institut de zoologia al Museu Nacional de Buenos Aires.

## Activitats i reconeixements
Burmeister fou molt apreciat i considerat a l'ambient científic i polític de l'època: Pere II del Brasil el nomenà Dignatari de l'Orde de la Rosa, mentre que Guillem I d'Alemanya li conferí la Creu de 3a classe de l'Orde de la Corona de Prússia.
Burmeister també fou membre honorífic de vuit institucions científiques i corresponent d'unes altres 18; més de cinquanta espècies animals i vegetals foren batejades amb el seu nom.
Entre els seus diversos estudis, es poden recordar l'entomologia (el seu primer camp de recerca: la seva tesi fou en aquesta disciplina), l'ornitologia, l'herpetologia, la geologia, la botànica, la paleontologia (sobretot per l'organització dels trilobits), la geografia i la meteorologia.

## Obres
- De insectorum systemate naturali. 40 pàg. Grunert, Halle. (1829).
- Handbuch der Entomologie. Vol. 1, xvi+ 696 + [2] pàg. Reimer, Berlín. (1832).
- Bericht über die Fortschritte der Entomologie 1834-35. Arch. Naturgesch. 1(2): 7-74 (1835)
- Handbuch der Naturgeschichte. [Part 2] xii + pàg. 369–858. Enslin, Berlín. (1837).
- Historia de la Creación (1843)